# Tamarix szowitsiana
Tamarix szowitsiana är en tamariskväxtart som beskrevs av Bge. Tamarix szowitsiana ingår i släktet tamarisker, och familjen tamariskväxter. Inga underarter finns listade.